# إليزابيث د. ليونارد
إليزابيث د. ليونارد هي مؤرخة أمريكية وأستاذة متخصصة في علم التاريخ جون جيه وكورنيليا في جيبسون في كلية كولبي في واترفيل، ماين . وتشمل مجالات تخصصها المرأة الأمريكية وعصر الحرب الأهلية . 

## مرحلة الدراسة والتعليم
حصلت ليونارد على درجة الماجستير في تاريخ الولايات المتحدة في عام 1988 والدكتوراه في عام 1992 من جامعة كاليفورنيا ريفرسايد . 

## الحياة المهنية
حالياً جون جيه وكورنيليا في جيبسون أستاذ التاريخ الفخري، وقامت ليونارد بالتدريس في كلية كولبي بعد حصولها على درجة الدكتوراه، وعملت كأستاذة مساعدة، ثم أستاذة مشاركة من عام 1992 إلى عام 2003.  وقد أجريت معها مقابلة في برنامج خاص على قناة C-Span حول تاريخ مدينة أوغوستا، ولاية ماين . 
تركزت اهتمامات ليونارد البحثية على الحرب الأهلية من خلال عدسة الجنس (مع التركيز على شخصيات مثيرة للجدل مثل لوريتا جانيتا فيلاسكيز ) بالإضافة إلى العرق. ومع مرور مائة وخمسين عامًا على الحرب الأهلية، دافعت ليونارد عن نطاق دراستها في عصر الحرب الأهلية، بحجة أن هناك شخصيات بارزة من ذلك الوقت لا يُعرف عنها سوى القليل. 

### الجوائز الحاصلة عليها
بين عامي 2000 و2003، كانت ليونارد زميلاً باحثًا في برنامج هارييت إس. وجورج سي. ويسويل جونيور في كلية كولبي للتاريخ الأمريكي. 
وقد فاز كتابها "حليف لينكولن المنسي: القاضي المحامي العام جوزيف هولت من كنتاكي" بجائزة لينكولن في عام 2011.  

## المنشورات
- نساء اليانكي: معارك بين الجنسين في الحرب الأهلية . نيويورك: دبليو دبليو نورتون، 17 سبتمبر 1995. .29597008أو سي إل سي 29597008
- كل جرأة الجندي: نساء جيوش الحرب الأهلية . نيويورك: دبليو دبليو نورتون وشركاه، 1 يونيو 1999.(ردمك 9780393335477)رقم الكتاب الدولي المعياري 9780393335477 .40543151أو سي إل سي 40543151
- المنتقمون لينكولن: العدالة والانتقام وإعادة اللقاء بعد الحرب الأهلية . نيويورك: WW Norton & Co.، مارس 2004.(ردمك 9780393048681)رقم الكتاب الدولي المعياري 9780393048681 .53223534أو سي إل سي 53223534
- الرجال الملونون إلى السلاح! :الجنود السود، والحروب الهندية، والسعي إلى المساواة . نيويورك: دبليو دبليو نورتون وشركاه، 23 أغسطس 2010.(ردمك 9780393060393)رقم الكتاب الدولي المعياري 9780393060393 .449865104أو سي إل سي 449865104
- حليف لينكولن المنسي: القاضي المحامي العام جوزيف هولت من كنتاكي (سلسلة الحرب الأهلية الأمريكية). تشابل هيل: مطبعة جامعة نورث كارولينا، 10 أكتوبر 2011.(ردمك 9780807869383)رقم الكتاب الدولي المعياري 9780807869383 .769187885أو سي إل سي 769187885
- بنيامين فرانكلين بتلر: حياة صاخبة لا تعرف الخوف . تشابل هيل: مطبعة جامعة نورث كارولينا، 2022.(ردمك 9781469668048)رقم الكتاب الدولي المعياري 9781469668048 .

## روابط خارجية
- مرات الظهور على سي-سبان
- Video of lecture 'Women in the Civil War' from Organization of American Historians's Youtube channel